# Забила, Наталья Львовна
Ната́лья Льво́вна Заби́ла (укр. Забіла Наталя Львівна; 20 февраля [5 марта] 1903, Санкт-Петербург — 6 февраля 1985, Киев) — украинская советская писательница (прозаик и поэт), известна произведениями для детей.

## Биография

### Происхождение
Родилась 20 февраля (5 марта) 1903 года в Санкт-Петербурге в дворянской семье. В числе её предков — поэт-романтик Виктор Забила, её дед — скульптор, академик Пармен Забелло. Девочка росла в творческой атмосфере, много читала и уже в детстве начала писать стихи.
В 1917 году переехала в город Люботин Харьковской губернии. Закончила Харьковский университет (1925).

### Литературная деятельность
Писала для журнала «Барвинок», газеты «Червоний кордон». Переводила с польского, русского, французского и других языков.
В начале 1936 года приняла активное участие во Всесоюзном совещании по детской литературе. Выступление Н. Забилы на совещании было опубликовано в журнале «Детская литература» (№ 3-4, 1936).
Была членом Всеукраинского союза пролетарских писателей (ВУССП). Член ВКП(б) с 1939 года. Перевела на украинский язык «Слово о полку Игореве».
В годы Великой Отечественной войны Наталья Забила жила и работала в Казахстане. Вернувшись на Украину, возглавляла Харьковскую писательскую организацию, до 1947 редактировала журнал «Барвинок».
Стихотворение писательницы Натальи Забилы «Про всех», упоминающая встречу Сталина с Гелей Маркизовой в Кремле, массово издавалась в издательствах «Молодь» (Киев, 1951) и «Детгиз» (Ленинград, 1951, 200 000 экз.; 1952, 100 000 экз.) в виде отдельных иллюстрированных книжек на русском (в переводе Елены Благининой) и украинском языках. При иллюстрировании книжек на обоих языках был использован сюжет фотографии Михаила Калашникова, где были запечатлены Сталин и Геля; при этом стихотворение на украинском языке упоминает имя Гели, а перевод на русский язык имя Гели не содержит.
Умерла 6 февраля 1985 года в Киеве.

### Семья
До конца 1920-х годов была замужем за писателем Саввой Божко.

## Награды
- орден Октябрьской Революции (15.03.1973)
- орден Трудового Красного Знамени (13.03.1963)
- орден «Знак Почёта» (24.11.1960)
- 2[источник не указан 2023 дня] медали «За трудовую доблесть» (07.03.1960; 06.08.1960)
- другие медали

## Труды
- Ясочкина книжка (укр. Ясоччина книжка, 1934) — сборник стихотворных рассказов о девочке Ясочке (текст записан в одну строку мнимой прозой)
- Удивительные приключения мальчика Юрчика и его деда (1965) — (укр. Дивовижні пригоди хлопчика Юрчика та його діда) — сборник рассказов.
- Катруся уже большая
- Катрусина белочка
- Поездка в волшебный лес
- Про девочку Маринку
- Сказки
  - Белая шубка
  - Скок-поскок

- «Мала школярка» («Маленькая школьница» на украинском языке). Малюнки О. Яблонськоï. — Київ: Молодь, 1950.
- «Удивительные приключения мальчика Юрчика и его деда»: Фантаст. рассказы /Авториз. пер. с укр. И. Шкаровской; Рис. М. Нечипоренко. — 1-е изд. — Киев: Веселка, 1965
- «Удивительные приключения мальчика Юрчика и его деда»: Фантаст. рассказы /Авториз. пер. с укр. И. Шкаровской; Рис. В. Игнатова. — 2-е изд. — Киев: Веселка, 1987

## Память
- В 1988 году редакцией детского журнала «Малютка» учреждена Литературная премия имени Натальи Забилы за лучшее литературное произведение и лучшее иллюстрирование.
- В январе 2013 в Верховной Раде Украины зарегистрирован законопроект о праздновании 110-летия со дня рождения Натальи Забилы основанием государственной премии за произведения для детей.
- В городе Люботине одна из улиц названа её именем.